# 那有一天不想你
那有一天不想你（英語：Thinking of You Every Day）是一首香港原創粵語流行曲及和記電訊廣告主題曲，由林慕德作曲及編曲、向雪懷填詞、黎明主唱，歌曲收錄於1994年7月19日由唱片公司寶麗金發行的粵語錄音室專輯《天地情緣》，國語版本由何啟弘填詞，收錄於1994年11月在台灣發行的國語錄音室專輯《我的真心獻給你》。此歌曲曾經登上多個音樂流行榜的冠軍位置及獲得多個獎項，令黎明的音樂事業更上一層樓，同時為和記電訊廣告歌曲年代揭開序幕。

## 背景及製作
〈那有一天不想你〉是一首結合廣告歌曲和流行曲元素的音樂作品，1990年代初，第二代無線電話興起，和記電訊為了向年輕消費群推廣無線電話服務，於1993年首次邀請黎明演出電訊產品廣告，由此掀起了以黎明為主角並演繹主題曲的廣告熱潮。1994年，和記電訊推出名為《天地情緣》的宣傳廣告，以此歌作為主題曲，填詞人向雪懷表示在創作〈那有一天不想你〉的歌詞前已經知道這是一首廣告歌曲，從構思、作曲、填詞方面均要經過廣告公司認可，因此要在創作自由和商業考慮兩者之間取得平衡，才算是成功。向雪懷認為歌曲本身要有生命力才可獨立宣傳，因此只以廣告的訊息、意念為藍本，沒有根據廣告內的每一格填詞為依歸。2022年，黎明為了《Drive In Ultra: LOVFINITY Vivienne Tam x Leon Lai Fashion Concert》的演出而製作〈那有一天不想你〉Orchestral ver.（重新唱）版本，此版本由何丙編曲及監製，於2022年12月19日由唱片公司A music以數碼形式發行。
以下是這首歌曲最初版本的幕後製作人員名單：
- 電子樂器、鍵琴：林慕德
- 結他：陳國平
- 和音：雷有耀／鍾慶鴻／李小梅／陳美鳳
- 混音：Ronnie Ng／陳永明
- 錄音師：Ronnie Ng／Cheung／Tempo Ho
- 母帶處理：Clement Pong／Ronnie Ng

## 曲詞結構
此歌曲的前奏及編曲帶有拉丁音樂的風格，旋律低沉幽怨，歌詞以廣告的訊息、意念，做為創作藍本，結合廣告主題、歌手形象及詞人風格，首句歌詞「抬頭望雨絲／夜風翻開信紙」描寫一個人在雨夜翻閱書信的情景，接下來的歌詞不斷對比「聽到聲音」與「只能通信」的落差，「你的筆跡轉處／談論昨日往事」暗示當書信到達對方手上的時候，所寫的內容已經成為往事，「如何讓你知／活在分開不寫意」讓聽眾聯想到即時通訊的好處，其後以「沒有你暖暖聲音／瀝瀝雨夜不再似首歌」表達出不能直接通話，一切再沒有意思，所有歌詞內容都在襯托「許多說話都仍然未講」，呼應和記電訊廣告「無論多遠距離，始終要靠傳訊科技維繫一起」的口號，最後以「盼你未忘記／如夢眼光／只需看著我再不迷惘」突顯廣告畫面及黎明在宣傳海報中的形象。

## 同名迷你專輯
《那有一天不想你》迷你專輯由寶麗金於1994年8月發行，收錄了3首黎明主唱的舊曲及〈那有一天不想你〉的Mexico Mix版本，此版本由蘇德華重新編曲，歌曲節奏帶有Flamenco風格，以下是此專輯的曲目資料：
| 曲序     | 曲目                         | 作曲     | 编曲     | 首次收錄專輯   | 备注                                            | 时长  |
| -------- | ---------------------------- | -------- | -------- | -------------- | ----------------------------------------------- | ----- |
| 1.       | 那有一天不想你（Mexico Mix） | 林慕德   | 蘇德華   | 那有一天不想你 |                                                 | 3:44  |
| 2.       | 我會像你一樣傻               | 國安修二 | 鮑比達   | 但願不只是朋友 | 改編自國安修二的〈針のない時計〉                | 4:00  |
| 3.       | 一夜傾情                     | 玉置浩二 | 盧東尼   | 傾城之最       | 改編自安全地帶的〈戀の予感〉                    | 4:21  |
| 4.       | 我的情人                     | 小蟲     | 唐奕聰   | 夏日傾情       | 改編自巫奇的〈我的情人〉 同曲曲目：巫奇〈專一〉 | 4:49  |
| 总时长： | 总时长：                     | 总时长： | 总时长： | 总时长：       | 总时长：                                        | 16:54 |

## 評論摘要
唱片收藏家黃國恩認為〈那有一天不想你〉在演繹氣氛方面是深情而有畫面深度，歌詞能夠讓聽眾加深印象，當中「瀝瀝雨夜不再似首歌」一句，在典雅中加添了淒美，而爆發點的感情控制更是一絕，給予聽者無奈而有所期待的感覺，黎明運用吐字的輕重，在中、後段一氣呵成的演繹出來，以激盪心情把歌曲帶入最高點，讓聽眾感受主角無時無刻的想念，同時亦表達出歌曲名字的真正意義。向雪懷對於這首歌曲獲得「全球華人至尊金曲獎」感到驚喜，認為歌曲的成功是基於各方面的配合，包括歌曲的旋律好，黎明亦唱得出色，加上強勁的宣傳及歌迷的支持。學者朱耀偉在其著作中表示，〈那有一天不想你〉是經典的電訊廣告歌曲，為廣告歌曲年代揭開序幕，歌曲的歌詞寫得很有意境，詞人創作歌詞時一方面發放商品訊息，另一方面傾向保持自己的寫詞風格，可以與廣告商擦出火花，豐富了歌詞題材，廣告商投放很多資源製作歌曲及音樂短片，造成很大的流行效果，他認為此歌曲的成功之處是各方面配合得好，達到商品、歌手、歌曲三贏局面。黎明表示此歌曲是香港本地原創作品，能夠在中國大陸的「叱咤全球華語歌曲排行榜」獲獎，反映出香港的本地創作已經開拓了一個新里程。

## 流行榜成績
以下是歌曲〈那有一天不想你〉在香港四大電子媒體音樂流行榜所的最佳成績：
- 香港商業電台 903專業推介：兩週冠軍
- 香港電台中文歌曲龍虎榜：兩週冠軍
- 新城電台勁爆本地榜：兩週冠軍
- 電視廣播有限公司勁歌金榜：兩週冠軍

## 獎項
以下是歌曲〈那有一天不想你〉在香港及其他國家地區獲頒發的獎項：
- 電視廣播有限公司1994年度勁歌金曲季選——第二季得獎歌曲[17]
- 電視廣播有限公司1994年度十大勁歌金曲頒獎典禮——十大勁歌金曲獎 [18]
- 電視廣播有限公司1994年度十大勁歌金曲頒獎典禮——金曲金獎 [18]
- 香港電台1994年度十大中文金曲頒獎音樂會——十大中文金曲獎 [19]
- 香港電台1994年度十大中文金曲頒獎音樂會——全球華人至尊金曲獎 [20]
- 香港商業電台1994年度叱咤樂壇流行榜頒獎典禮——至尊歌曲大獎 [21]
- 香港商業電台1994年度叱咤樂壇流行榜頒獎典禮——至尊創作歌曲大獎 [21]
- 香港商業電台1994年度叱咤樂壇流行榜頒獎典禮叱咤樂壇演創會——我最喜愛的本地創作歌曲大獎 [22]
- 香港商業電台1994年度叱咤樂壇流行榜頒獎典禮叱咤樂壇演創會——我最喜愛的現場演繹大獎 [23]
- 香港商業電台及中央人民廣播電台叱咤全球華語歌曲排行榜——首三名得獎歌曲 [24]
- 新城電台1994年度新城勁爆頒獎禮——年度歌曲大獎 [25]
- 新城電台1994年度新城勁爆頒獎禮——大學生眼中最受歡迎歌曲 [25]
- 新城電台1994年度金心情歌頒獎禮——本地金心情歌金獎 [26]
- 亞洲電視1994年度十大電視廣告頒獎典禮——電視廣告歌曲大獎 [27]
- 英國倫敦國際AM588電台——永遠經典金曲至尊大獎 [28]